# Кодеин
Кодеи́н — 3-метилморфин, пролекарство к морфину, наркотический анальгетик, алкалоид опиума, используется как противокашлевое лекарственное средство центрального действия, обычно в сочетании с другими веществами. Обладает умеренно выраженным наркотическим (опиатным) и болеутоляющим эффектом, в связи с чем используется также как компонент болеутоляющих лекарств.

## Общая информация
Алкалоид, содержащийся в опиуме (опий Papaver Somniferum содержит 0,2—2 %); также получается полусинтетическим путём — метилированием морфина.
По характеру угнетающего действия на дыхательный центр кодеин сходен с морфином, но угнетает дыхание в меньшей степени, чем морфин, в то время как его способность снижать возбудимость кашлевого центра сильно выражена. Его болеутоляющие свойства выражены слабее. Он в меньшей степени подавляет работу желудочно-кишечного тракта. У некоторых людей он оказывает противоположное, активирующее действие, вызывая выраженную бессонницу.

## Комбинированные препараты на основе кодеина
В сочетании с ненаркотическими анальгетиками (анальгин, амидопирин), кофеином, фенобарбиталом применяется при головных болях, невралгиях и т. п. Входит в состав микстуры Бехтерева, применяемой в качестве успокаивающего средства.
- Таблетки «Коделмикст» — Парацетамол 500 мг, кодеин 8 мг.
- Таблетки «Терпинкод» (Tabulettae «Terpincodum»), «Кодтерпин», «Кодарин». Состав: кодеин или кодеина фосфат в пересчёте на кодеин 0,008 г, натрия гидрокарбоната и терпингидрата по 0,25 г. Терпинкод назначают в качестве противокашлевого и отхаркивающего средства.
- Таблетки «Седал-М» (парацетамол 300 мг, метамизол натрия 150 мг, кофеин 50 мг, фенобарбитал 15 мг, кодеин 10 мг).
- Таблетки «Коделак» (но он не входит в состав таблеток «Коделак Бронхо» «Коделак Нео» и сиропа «Коделак Бронхо»[3]), «Коделанов», «Кодесан». Состав: кодеина фосфата 10 мг (8 мг в пересчёте на кодеин), натрия гидрокарбонат 200 мг, корень солодки 200 мг, трава термопсиса ланцетного 20 мг[4], а также сиропа от кашля «Кофекс» (в 5 мл сиропа содержится: хлорфенирамин малеат - 4,0 мг, кодеинфосфат - 10,0 мг)[5].
- Кодеин является также составной частью таблеток «Седалгин НЕО» (парацетамол 300 мг, метамизол натрия 150 мг, кофеин 50 мг, фенобарбитал 15 мг, кодеин 10 мг).
- В количестве 0,01 г наряду с кофеином входит в таблетки от головной боли «Каффетин»
- Входит в состав таблеток Нурофен плюс. 1 таблетка Нурофена плюс содержит: 200 мг ибупрофена и 12,8 мг кодеина фосфата гемигидрата (10 мг в пересчёте на кодеин)
- Входит в состав лекарственного препарата Солпадеин (8 мг, в сочетании с 30 мг кофеина и 500 мг парацетамола)
- Входит в состав таблеток но-шпалгин (кодеин 8 мг, 40 мг — дротаверин, 500 мг — парацетамол)
- Входит в состав анальгетиков Пенталгин-Н (8 мг в сочетании с 50 мг кофеина, 10 мг фенобарбитала, 100 мг напроксена, 300 мг метамизола натрия), Пенталгин Плюс (8 мг в сочетании с 50 мг кофеина, 10 мг фенобарбитала, 300 мг парацетамола, 250 мг пропифеназона) и Пенталгин-ICN (8 мг в сочетании с 50 мг кофеина, 10 мг фенобарбитала, 300 мг парацетамола, 300 мг метамизола натрия).

## Наркотические свойства
При приеме чрезмерных доз он может вызывать эйфорию, как и другие опиаты. Нередко при приёме большого количества таблеток некоторых кодеиносодержащих лекарств возможно серьёзное отравление. Регулярное употребление кодеина в завышенных дозах может привести к зависимости, подобно другим опиоидам.
При значительном превышении терапевтической дозы вызывает замедленное или поверхностное дыхание, затрудненное дыхание, седацию или сонливость, медленное сердцебиение, слабость мышц, необычный храп, головокружение, затрудненное мочеиспускание, тошноту, рвоту, ощущение «тяжёлой головы». В отличие от морфина и опиума, оказывает гораздо меньший снотворный эффект. Имеет в 40 раз менее выраженную, чем у героина, аффинность к μ-опиоидным рецепторам, основной эффект достигается за счёт деметилирования в морфин в печени с помощью фермента CYP2D6, остальное метаболизируется в кодеин-6-глюкуронид (70 %) и норкодеин.

### Влияние на культуру

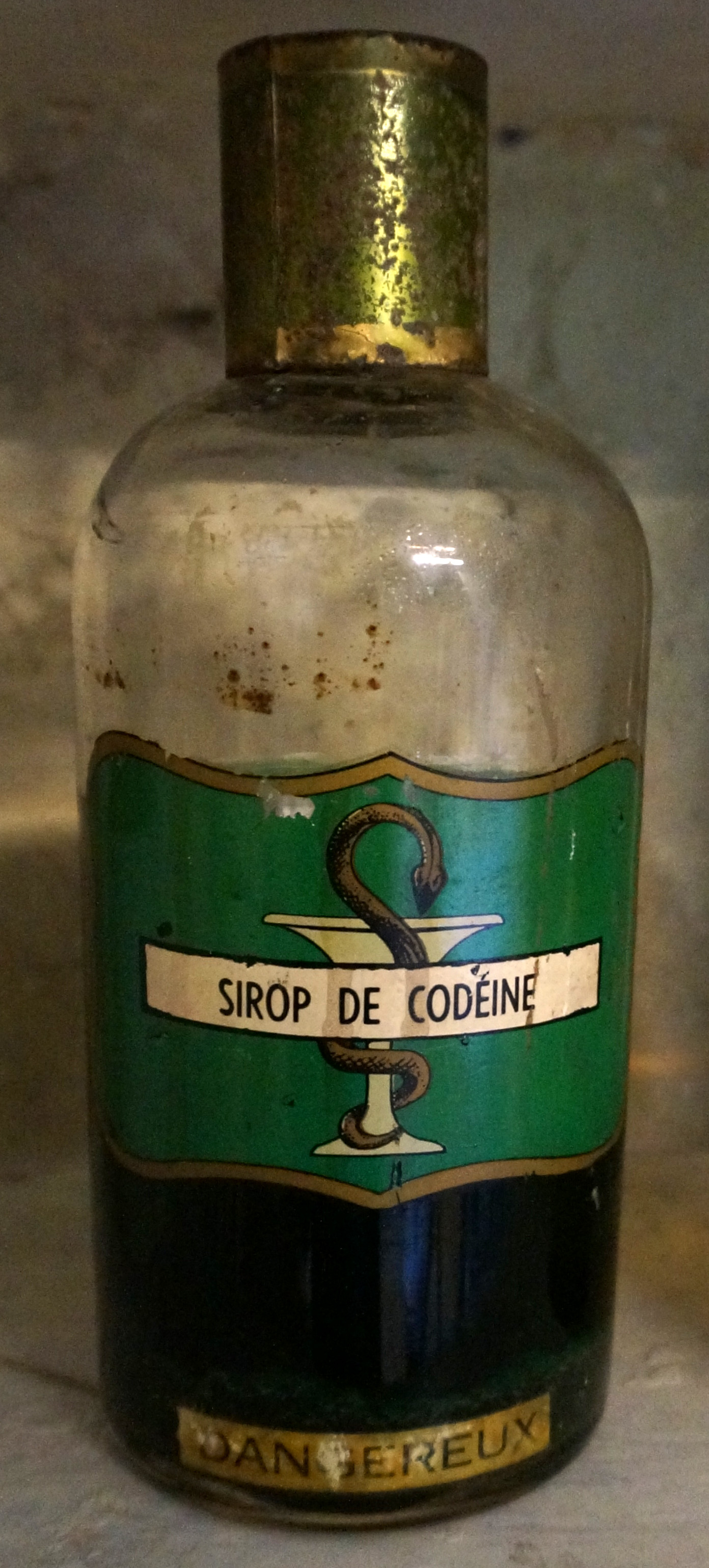
Кодеин в форме сиропа от кашля

Кодеиносодержащие сиропы от кашля очень популярны в южных штатах США. Техасский музыкальный жанр Chopped and screwed — замедленный на несколько BPM южный рэп — сформировался под влиянием кодеина. Основатель жанра DJ Screw умер в 2000 году в возрасте 29 лет. Подробнее см. Лин (наркотик).
В романе Стивена Кинга «Мизери» в числе прочего описывается зависимость главного героя от вымышленного болеутоляющего препарата «Новрил» на кодеиновой основе. В предисловии к роману содержится предупреждение о возможной опасности, представляемой как самими препаратами подобного рода, так и условиями их хранения.
«Конечно, такого лекарства, как Новрил, не существует, но имеются некоторые другие препараты на кодеиновой основе, которые имеют подобные свойства. К сожалению, эти препараты зачастую весьма небрежно хранятся в лечебных заведениях, что может привести к самым непредсказуемым последствиям».
В культовом телесериале «House M.D.» главный герой регулярно принимает болеутоляющий препарат Викодин, содержащий гидрокодон, полусинтетическое производное кодеина.

### Запрет безрецептурной продажи в России
Кодеин входит в Список II Перечня наркотических средств, психотропных веществ и их прекурсоров, подлежащих контролю в Российской Федерации.
Запрет на свободную продажу лекарственных препаратов, содержащих кодеин, был введён в июне 2012 года. Кодеин в больших дозах может вызывать эйфорию, а регулярное употребление способствует привыканию. В то же время кодеин содержится во многих лекарствах: жаропонижающих, противокашлевых, анальгезирующих, противомигренозных. Он используется при мигрени, головной и зубной боли, лихорадочном синдроме, постравматических болях и в ряде других случаев. В итоге в число запрещенных попали таблетки «Пенталгин», «Нурофен плюс», «Каффетин», «Седалгин», «Коделмикст», «Седал-М», «Кодтерпин», «Солпадеин», «Кодарин», «Терпинкод», «Коделак» и «Кодесан», сироп от кашля «Кофекс», успокоительная микстура Бехтерева и другие популярные лекарства.
В декабре 2013 года государство исключило некоторые лекарства, содержащие кодеин, из списка наркотических средств, подлежащих контролю, сохранив их отпуск по рецепту. Данные вещества также были исключены из списков, используемых для оценки значительного, крупного и особо крупного размеров наркотических средств в целях привлечения граждан к уголовной ответственности. Ранее, например, пересылка или сбыт практически любого кодеиносодержащего препарата рассматривались как тяжкое преступление и карались лишением свободы на срок до восьми лет. До трёх лет колонии мог получить покупатель 250 таблеток, а их продавец — до 12 лет. По общим правилам, уголовные дела по фактам незаконного использования препаратов, не входящих в список наркотических средств, должны прекращаться.

## Фармакологическое действие
Противокашлевое средство центрального действия; алкалоид фенантренового ряда. Агонист опиатных рецепторов, уменьшает возбудимость кашлевого центра. Центральный противокашлевой эффект связан с подавлением кашлевого центра. Анальгетическая активность обусловлена возбуждением опиатных рецепторов в различных отделах центральной нервной системы и периферических тканях, приводящим к стимуляции антиноцицептивной системы и изменению эмоционального восприятия боли. В меньшей степени, чем морфин, угнетает дыхание, реже вызывает миоз, тошноту, рвоту и запоры (активация опиоидных рецепторов в кишечнике вызывает расслабление гладких мышц, снижение перистальтики и спазм всех сфинктеров). Анальгетический эффект развивается через 10-45 мин после внутримышечного и подкожного введения и через 30-60 мин после перорального введения. Максимальный эффект достигается через 30-60 мин после внутримышечного введения и через 1-2 ч после перорального. Продолжительность анальгезии — 4 ч, блокады кашлевого рефлекса — 4-6 ч.

## Фармакокинетика
После приёма внутрь быстро всасывается. Связь с белками плазмы — 30 %. Максимальная концентрация в крови через 2 — 4 ч. Метаболизируется в печени до активных метаболитов; в метаболизме препарата принимает участие изофермент CYP2D6. 10 % путём деметилирования переходит в морфин. Выводится почками (5-15 % в неизмененном виде и 10 % в виде морфина и его метаболитов) и с жёлчью. T1/2 — 2,5 — 4 ч.

## Показания
Непродуктивный кашель (бронхопневмония, бронхит, эмфизема лёгких); болевой синдром слабой и умеренной степени выраженности (в сочетании с ненаркотическими анальгетиками — головная боль, невралгия); диарея.

## Противопоказания
Гиперчувствительность, токсическая диспепсия, диарея на фоне псевдомембранозного колита, обусловленного цефалоспоринами, линкозамидами, пенициллинами, острое угнетение дыхательного центра.

### С осторожностью
Острая боль в животе неясной этиологии, приступ бронхиальной астмы, ХОБЛ, аритмии, судороги, лекарственная зависимость (в том числе в анамнезе), алкоголизм, суицидальная наклонность, эмоциональная лабильность, жёлчнокаменная болезнь, хирургические вмешательства на желудочно-кишечном тракте, мочевыводящей системе, травмы головного мозга, внутричерепная гипертензия, печёночная или почечная недостаточность, гипотиреоз, тяжёлые воспалительные заболевания кишечника, гиперплазия предстательной железы, стриктуры мочеиспускательного канала, тяжелобольные, ослабленные больные, кахексия, беременность, период лактации, одновременное лечение ингибиторами МАО, пожилой возраст, детский возраст.

## Режим дозирования
Внутрь взрослым при болях — 15—60 мг каждые 3—6 ч, при диарее — 30 мг 4 раза в сутки, при кашле — 10—20 мг 4 раза в сутки. Высшая суточная доза для взрослых — 120 мг. Для детей при болях — 0,5 мг/кг (15 мг/м²) 4-6 раз в сутки; при диарее — 0,5 мг/кг 4 раза в сутки; при кашле детям в возрасте до 2 лет — не рекомендуется, 2—5 лет — 1 мг/кг/сут, разделённые на 4 приёма, или детям в возрасте 2 лет (массой тела не менее 12 кг) — 3 мг каждые 4—6 ч, максимальная доза — 12 мг/сут; детям в возрасте 3 лет (массой тела не менее 14 кг) — 3,5 мг каждые 4—6 ч, не более 14 мг/сут; детям в возрасте 4 лет — 4 мг каждые 4—6 ч, не более 16 мг/сут; 5 лет (массой тела не менее 18 кг) — 4,5 мг каждые 4—6 ч, не более 18 мг/сут; 6—12 лет — 5—10 мг каждые 4—6 ч, не более 60 мг/сут.
Детям до 2 лет кодеин не назначают. Для детей могут назначить сходный препарат фосфат кодеина, который является производным от кодеина.

## Побочные эффекты
Со стороны пищеварительной системы
Более часто — запор; менее часто — сухость во рту, анорексия, тошнота, рвота; редко — гастралгия, спазмы в ЖКТ, спазм желчевыводящих путей, паралитическая кишечная непроходимость, токсический мегаколон (запор, метеоризм, тошнота, спазмы в желудке, рвота); частота неизвестна — гепатотоксичность (тёмная моча, бледный стул, иктеричность склер и кожных покровов).
Со стороны нервной системы и органов чувств
Более часто — сонливость; менее часто — головокружение, головная боль, усталость, нервозность, спутанность сознания (галлюцинации, деперсонализация), нечёткость зрительного восприятия (в том числе диплопия), у детей — парадоксальное возбуждение, тревога; редко — беспокойный сон, кошмарные сновидения, судороги, депрессия, при высоких дозах — ригидность мышц (особенно дыхательных), тремор, непроизвольные мышечные подёргивания, частота неизвестна — звон в ушах, ухудшение координации движений глазных яблок с нарушением зрения, повышение тонуса гладкой мускулатуры (при дозах выше 60 мг).
Со стороны сердечно-сосудистой системы
Менее часто — аритмии (тахи- или брадикардия), снижение артериального давления; частота неизвестна — повышение артериального давления.
Со стороны дыхательной системы
Менее часто — ателектаз, угнетение дыхательного центра.
Со стороны мочевыводящей системы
Менее часто — снижение диуреза, спазмы мочеточников (затруднение и боль при мочеиспускании, частые позывы к мочеиспусканию); частота неизвестна — атония мочевого пузыря.
Аллергические реакции
Менее часто — кожная сыпь, крапивница, кожный зуд, отёк лица, бронхоспазм, отёк гортани, ларингоспазм.
Прочие
Менее часто — потливость, мнимое ощущение хорошего самочувствия, чувство дискомфорта; частота неизвестна — увеличение или снижение массы тела; при длительном применении — лекарственная зависимость, синдром отмены.

## Передозировка
Симптомы острой и хронической передозировки
Замедленное или поверхностное дыхание, затруднённое дыхание, седация или сонливость, медленное сердцебиение, миоз, холодный липкий пот, вялость или слабость мышц, необычный храп, спутанность сознания, головокружение, снижение артериального давления, нервозность, усталость, брадикардия, резкая слабость, гипотермия, тревожность, судороги, в тяжёлых случаях — потеря сознания, остановка дыхания, кома.
Лечение
Промывание желудка, восстановление дыхания и поддержание сердечной деятельности и артериального давления; внутривенное введение специфического антагониста опиоидных рецепторов, налоксона, блокирующего действие опиоидов, для снятия опасных симптомов, вызванных высоким уровнем опиоидов в крови.

## Особые указания
В период лечения необходимо воздерживаться от приёма этанола и соблюдать осторожность при вождении автотранспорта, а также при занятии др. потенциально опасными видами деятельности, требующими повышенной концентрации внимания и быстроты психомоторных реакций. Контролируемые исследования при применении во время беременности не проведены; изучения на животных показали, что однократное введение кодеина мышам в дозе 100 мг/кг вызывает задержку оссификации, а однократная доза 120 мг/кг у крыс — увеличение костной резорбции. Применение кодеина во время родов может вызвать их пролонгирование. Следует иметь в виду, что дети до 2 лет более чувствительны к эффектам опиоидных анальгетиков, и что у них могут возникнуть парадоксальные реакции. При беременности и в период грудного вскармливания применение допустимо только по жизненным показаниям (возможно угнетение дыхания и развитие лекарственной зависимости у плода и новорождённого). Опиоидные анальгетики снижают слюноотделение, что может способствовать развитию кариеса, заболеваний периодонта, кандидомикозу слизистой оболочки полости рта. Доза кодеина в количестве 120 мг внутримышечно или 200 мг внутрь эквивалентна дозе морфина 10 мг внутримышечно.

## Взаимодействие
Усиливает тормозящее влияние этанола на скорость психомоторных реакций. При одновременном применении этанола, миорелаксантов, а также лекарственных средств, угнетающих ЦНС, возможно усиление седативного эффекта, подавление дыхательного центра и угнетение ЦНС. При одновременном приёме с другими опиодными анальгетиками повышает риск угнетения ЦНС, дыхания, снижения артериального давления. Усиливает эффекты гипотензивных и антипсихотических лекарственных средств (нейролептиков), анксиолитиков (транквилизаторов), барбитуратов и лекарственных средств для общей анестезии. Налоксон и налтрексон являются специфическими антагонистами. Налоксон снижает эффект опиоидных анальгетиков, а также вызванные ими угнетение дыхания и ЦНС; могут потребоваться большие дозы для нивелирования эффектов буторфанола, налбуфина и пентазоцина, которые были назначены для устранения нежелательных эффектов других опиоидов; может ускорять появление симптомов «синдрома отмены» на фоне наркотической зависимости. Налтрексон ускоряет появление симптомов «синдрома отмены» на фоне наркотической зависимости (симптомы могут появиться уже через 5 мин после введения препарата, продолжаются в течение 48 ч, характеризуются стойкостью и трудностью их устранения); снижает эффект опиоидных анальгетиков (анальгетический, противодиарейный, противокашлевой); не влияет на симптомы, обусловленные гистаминовой реакцией. Лекарственные средства с антихолинергической активностью, противодиарейные лекарственные средства (в том числе лоперамид) повышают риск возникновения запора вплоть до кишечной непроходимости, задержки мочи и угнетения ЦНС. Бупренорфин (в том числе предшествующая терапия) снижает эффект других опиоидных анальгетиков; на фоне применения высоких доз агонистов мю-опиоидных рецепторов снижает угнетение дыхания, на фоне применения низких доз агонистов мю-или каппа-опиоидных рецепторов — усиливает. С осторожностью следует применять одновременно с ингибиторами МАО из-за возможного перевозбуждения или торможения с возникновением гипер- или гипотензивных кризов (вначале для оценки эффекта взаимодействия дозу следует снизить до 1/4 от рекомендуемой). Снижает эффект метоклопрамида.

## Физические свойства
Основание кодеина — бесцветные кристаллы или белый кристаллический порошок без запаха, горького вкуса. На воздухе выветривается. Растворимость в воде: 1:120 при 25 градусах; 1:60 при 80 градусах и 1:17 при 100 градусах. В спирте 1:9,5. Плохо растворимо в диэтиловом эфире (1:50). Лучше всего растворяется в хлороформе (1:0,5, по другим источникам 1:1), который часто используется для экстрагирования последнего из кодеинсодержащих субстратов, растворимость в бензоле — 1:10. Практически не растворяется в петролейном эфире и растворах щелочей, кроме аммиака. Водный и спиртовой растворы имеют щелочную реакцию. Из влажного диэтилового эфира кодеин кристаллизуется в виде моногидрата (C18H21NO3•H2O) с температурой плавления 155 °C.
Стабилен при рекомендуемых условиях хранения. При нагревании до разложения выделяет токсичные пары (оксиды азота).

## Синтез
Кодеин получают полусинтетическим путём из морфина. Алкилирование проводят диметилсульфатом в метанольном растворе метилата натрия. Из водного раствора, полученного после нейтрализации реакционной смеси и отгонки растворителя продукт выделяют, добавляя концентрированные растворы щёлочи. Другой способ выделения состоит в осаждении непрореагировавшего морфина с аммиаком и последующей экстракции кодеина бензолом.

## Форма выпуска
Кодеина основание 0.285 (субстанция-порошок); кодеина фосфат гемигидрат  0.341 (субстанция-порошок); кодеина фосфат полугидрат  0.187 (субстанция-порошок).
В качестве компонента комбинированных анальгетиков и средств для подавления кашля в микстурах, каплях, сиропах и таблетках по 8—12,8 мг.

## Производные
Кодеина фосфат (Codeini phosphas, Codeinum phosphoricum, Codeine phosphate) содержит около 80 % кодеина (основания), по характеру действия и показаниям к применению аналогичен кодеину (основанию). Растворимость в воде существенно выше растворимости основания: 1:3.
Кодеин также используется для синтеза опиоидных анальгетиков, обладающих гораздо более сильным наркотическим эффектом, чем исходный кодеин: оксиморфона и дезоморфина (первый обычно синтезируется из тебаина); оба этих вещества входят в Список I Перечня наркотических средств, психотропных веществ и их прекурсоров, подлежащих контролю в Российской Федерации (оборот запрещён).